# Kałużna (polana)
Kałużna – polana w Gorcach. Położona jest na wysokości około 1100–1110 m na grzbiecie łączącym Średni Wierch z Solniskiem. Prowadzi przez nią droga leśna. Dawniej była to hala pasterska. Z powodu nieopłacalności ekonomicznej od dawna zaprzestano jej użytkowania.
Przez polanę nie prowadzi żaden szlak turystyki pieszej, ale w 2015 r. oddano do użytku trasę narciarstwa biegowego Śladami olimpijczyków z Obidowej na Turbacz. Trasa przebiega przez polanę Kałużna i cały ciąg polan grzbietowych. Kałużna to niewielka polana i rozciągają się z niej ograniczone widoki.
Polana znajduje się w granicach wsi Obidowa w województwie małopolskim, w powiecie nowotarskim, w gminie Nowy Targ.

## Trasa narciarska
trasa narciarska: Obidowa (leśniczówka) – dolina Lepietnicy – Podsolnisko – Nad Papiernią – Mała Polana – Nalewajki –Spalone – Gorzec – Średni Wierch – Kałużna – Solnisko – Rozdziele – Turbacz